# Karina Masotta
Paula Karina Masotta (Buenos Aires, 5. ožujka 1971.) je argentinska hokejašica na travi. Igra na položaju napadačice.

## Uspjesi
Osvajačica je srebrnog odličja na OI 2000. u Sydneyu i brončanog odličja na OI 2004. u Ateni.
Bila je kapetanicom argentinske djevojčadi na SP-u 2002. u Perthu, na kojem je Argentina osvojila zlatno odličje.

## Sudjelovanja na velikim natjecanjima
- izlučni turnir 1995. za OI 1996., 1995.: 4. mjesto
- Trofej prvakinja 1995., 6. mjesto